# Финске владарке
Следи списак финских владарки.

## Војвоткиње
| Слика | Име                   | Отац             | Рођење            | Брак                | Постала владарка    | Престала да влада | Смрт                | Супружник           |
| ----- | --------------------- | ---------------- | ----------------- | ------------------- | ------------------- | ----------------- | ------------------- | ------------------- |
|       | Кристина Торгилсдотер | Торкел Кнутсон   | -                 | 1302.               | 1302.               | 9. децембар 1305. | -                   | Валдемар Фински     |
|       | Ингеборга Норвешка    | Ерик II Норвешки | 1297.             | 29. септембар 1312. | 29. септембар 1312. | 16. фебруар 1318. | 1353-1357           | Валдемар Фински     |
|       | Ингеборга од Тофте    | Улф Абјорсон     | -                 | -                   | 1353.               | 1356.             | -                   | Бенедикт од Халанда |
|       | Катарина Јагелон      | Жигмунд Пољски   | 1. новембар 1526. | 4. октобар 1562.    | 4. октобар 1562.    | 1563.             | 16. септембар 1583. | Јован III Шведски   |

## Велике војвоткиње

### Династија Васа
| Слика | Име                             | Отац                            | Рођење             | Брак               | Постала владарка   | Престала да влада   | Смрт                | Супружник               |
| ----- | ------------------------------- | ------------------------------- | ------------------ | ------------------ | ------------------ | ------------------- | ------------------- | ----------------------- |
|       | Катарина Јагелон                | Жигмунд Пољски                  | 1. новембар 1526.  | 4. октобар 1562.   | 1580-ете           | 16. септембар 1583. | 16. септембар 1583. | Јован III Шведски       |
|       | Гунила Биелке                   | Јохан Акселксон Биелке          | 25. јун 1568.      | 15. фебруар 1585.  | 15. фебруар 1585.  | 17. новембар 1592.  | 19. јул 1597.       | Јован III Шведски       |
|       | Ана Аустријска                  | Карл II Штајерски               | 16. август 1573.   | 31. мај 1592.      | 17. новембар 1592. | 10. фебруар 1598.   | 10. фебруар 1598.   | Жигмунд III Васа        |
|       | Кристина Финска                 | Адолф, војвода Холштајн-Готорпа | 13. април 1573.    | 8. јул 1592.       | 22. март 1604.     | 30. октобар 1611.   | 8. децембар 1625.   | Карло IX Шведски        |
|       | Марија Елеонора од Бранденбурга | Јован Жигмунд од Бранденбурга   | 11. новембар 1599. | 25. новембар 1620. | 25. новембар 1620. | 6. новембар 1632.   | 28. март 1655.      | Густаф II Адолф Шведски |

### Династија Палатинат-Цвајбрикен
| Слика | Име                                  | Отац                            | Рођење              | Брак              | Постала владарка  | Престала да влада | Смрт               | Супружник        |
| ----- | ------------------------------------ | ------------------------------- | ------------------- | ----------------- | ----------------- | ----------------- | ------------------ | ---------------- |
|       | Хедвига Елеонора од Холштајн-Готорпа | Фридрих III од Холштајн-Готорпа | 23. октобар 1636.   | 24. октобар 1654. | 24. октобар 1654. | 13. фебруар 1660. | 24. новембар 1715. | Kaarle X Kustaa  |
|       | Улрика Елеонора Шведска              | Фридрих III Дански              | 11. септембар 1656. | 6. мај 1680.      | 6. мај 1680.      | 26. јул 1693.     | 26. јул 1693.      | Карло XI Шведски |

### Династија Холштајн-Готорп-Романов
| Слика | Име                                        | Отац                                        | Рођење             | Брак                | Постала владарка  | Престала да влада | Смрт              | Супружник                    |
| ----- | ------------------------------------------ | ------------------------------------------- | ------------------ | ------------------- | ----------------- | ----------------- | ----------------- | ---------------------------- |
|       | Елизабета Алексејевна                      | Карло Луј од Бадена                         | 24. јануар 1779.   | 28. септембар 1793. | 29. март 1809.    | 1. децембар 1825. | 16. мај 1826.     | Александар I Павлович        |
|       | Александра Фјодоровна (супруга Николаја I) | Фридрих Вилхелм III                         | 13. јул 1798.      | 13. јул 1817.       | 1. децембар 1825. | 2. март 1855.     | 1. новембар 1860. | Николај I Павлович           |
|       | Марија Александровна                       | Луј II од Хесена                            | 8. август 1824.    | 16. април 1841.     | 2. март 1855.     | 8. јун 1880.      | 8. јун 1880.      | Александар II Николајевич    |
|       | Марија Фјодоровна (супруга Александра III) | Кристијан IX Дански                         | 26. новембар 1847. | 9. новембар 1866.   | 13. март 1881.    | 1. новембар 1894. | 13. октобар 1928. | Александар III Александрович |
|       | Александра Фјодоровна                      | Лудвиг IV, Велики војвода од Хесена и Рајне | 6. јун 1872.       | 13. јул 1817.       | 1. новембар 1894. | 15. март 1917.    | 17. јул 1918.     | Николај II Александрович     |

## Краљевина Финска (1918)

### Краљице

#### Династија Хесен-Касела
| Слика | Име              | Отац                | Рођење          | Брак             | Постала владарка | Престала да влада  | Смрт             | Супружник               |
| ----- | ---------------- | ------------------- | --------------- | ---------------- | ---------------- | ------------------ | ---------------- | ----------------------- |
|       | Маргарета Пруска | Фридрих III Немачки | 22. април 1872. | 25. јануар 1893. | 9. октобар 1918. | 14. децембар 1918. | 22. јануар 1954. | Фридрих Чарлс од Хесена |

### Титуларне краљице

#### Династија Хесен-Касела
| Слика | Име                         | Отац                   | Рођење          | Брак                | Постала владарка   | Престала да влада   | Смрт             | Супружник               |
| ----- | --------------------------- | ---------------------- | --------------- | ------------------- | ------------------ | ------------------- | ---------------- | ----------------------- |
|       | Маргарета Пруска            | Фридрих III Немачки    | 22. април 1872. | 25. јануар 1893.    | 14. децембар 1918. | 28. мај 1940. 1918. | 22. јануар 1954. | Фридрих Чарлс од Хесена |
|       | Марија Александра од Бадена | Максимилијан од Бадена | 1. август 1902. | 17. септембар 1924. | 28. мај 1940.      | 29. јануар 1944.    | 29. јануар 1944. | Волфганг од Хесена      |